# Anche gli angeli mangiano fagioli
Anche gli angeli mangiano fagioli è un film del 1973 diretto da E.B. Clucher.

## Trama
New York, anni trenta. Charlie Smith è un wrestler mascherato, mentre Sonny è un ex venditore di gelati che lavora come uomo delle pulizie in una palestra. Licenziato anche qui, Sonny durante un match nota Charlie, che sul ring si fa chiamare "Uomo del mistero", e gli chiede di entrare nella famiglia mafiosa di Angelo, un boss affetto da una paralisi facciale soprannominato "Sorriso". Cobra, gangster di Angelo, nota i due mentre sono protagonisti di una scazzottata con la polizia e li ingaggia nella famiglia.
Il primo compito che Angelo dà a loro è quello di sorvegliare un night club di sua proprietà. Qui i due picchiano il senatore O'Riordan, il quale era troppo fortunato alla roulette. Angelo è furioso per questo, poiché il senatore ha dichiarato guerra alla criminalità americana. Il boss decide di inviare i due a Little Italy per chiedere il pizzo ai commercianti. Charlie e Sonny fanno però subito amicizia con un commerciante, Gerace, al quale fanno credere di essere due agenti federali in incognito.
Per procurarsi i soldi Charlie decide di sconfinare nel territorio della famiglia Colosimo, un'altra gang criminale della città; ma Giuda, un informatore, rivela alla polizia, ad Angelo e a Colosimo che i due gangster hanno sconfinato e mandato all'ospedale due esattori di Colosimo. Angelo ordina ai due di uccidere i due esattori di Colosimo e il senatore O'Riordan e poi uscire dalla circolazione per qualche giorno. I due, però, presi dai rimorsi di coscienza, non commettono gli omicidi, ma ciononostante essi avvengono: O'Riordan muore accidentalmente nella sua piscina e i due esattori vengono uccisi dall'Ispettore Mackintosh, il cui scopo è quello di ripulire la città dalle bande criminali.
Infatti, con l'assassinio dei due esattori, comincia la guerra tra le due bande. Gli uomini di Angelo si introducono in casa di Gerace e, venuti a conoscenza di quanto il commerciante sa circa i due, decidono di farli uccidere. Ma mentre Sonny riesce a dileguarsi, Charlie viene catturato. Gerace riesce quindi ad avvertire Sonny di quanto sta per accadere e lo indirizza al porto, dove Charlie sta per essere annegato. Armato di mitragliatrice, Sonny intimorisce gli scagnozzi di Angelo. Trovano quindi rifugio in un capannone, dove a suon di pugni fanno polpette dei delinquenti, i quali insieme ad Angelo vengono tratti in arresto da Mackintosh. Il commissario scopre la vera identità dei due e minaccia di mandarli sotto processo per essersi spacciati agenti federali, ma Sonny lo ricatta dicendo che racconterà al giudice il coinvolgimento della polizia nella guerra tra le bande e la fanno franca. Alla fine Charlie torna a fare il wrestler e Sonny, rimasto senza lavoro, gli fa da secondo.

## Personaggi
- Charlie Smith, interpretato da Bud Spencer.
È di origini irlandesi. Della sua storia, si sa solo che è un lottatore di wrestling (con pseudonimo L'Uomo del mistero) e disputa match a scommesse. Molto abile, è lottatore imbattuto. Quando Cobra gli dice di perdere il match contro alcuni lottatori di Angelo, Charlie, infuriato, elimina i suoi avversari ed è costretto a fuggire. Convinto da Sonny, entra nella famiglia di Angelo. Come Sonny, non ha il coraggio di svolgere le commissioni omicide della famiglia e finirà ben presto, assieme al suo amico, a passare dalla parte degli oppressi dalla criminalità.
- Sonny, interpretato da Giuliano Gemma.
È un ragazzo nato a New York nel 1892. Dopo aver svolto la professione di gelataio, diviene uomo delle pulizie della palestra giapponese "Naka-kata", da cui però viene licenziato dopo aver dato un calcio nei testicoli al proprietario. Giunge per caso in un ring di wrestling dove ascolta la conversazione tra Charlie Smith/"L'uomo del mistero" e il Cobra, un gangster della famiglia di Angelo. Cobra voleva che Charlie perdesse contro tre uomini di Angelo, avendo quest'ultimo scommesso 2000 dollari su di loro. Charlie non ci sta e vince l'incontro e, grazie all'aiuto di Sonny, riesce a scappare dal pubblico infuriato. Successivamente Sonny incontra Charlie in un quartiere di New York dove aiuta il mastodontico amico ad accoppare dei poliziotti che tentano di importunare dei poveri senza tetto. Li notano il Cobra e i suoi affiliati. Charlie vorrebbe picchiare anche loro, ma seguendo il consiglio di Sonny, decide di farsi ingaggiare da Angelo, visto che il vero volto del wrestler non era stato mai visto dai mafiosi. I due si fanno strada, picchiando prima Ricamino e Testa di pietra. Sonny è un uomo buono, tanto da innamorarsi della figlia di Gerace, un commerciante della 12ª Strada di Little Italy, inoltre non ha il coraggio di uccidere nessuno, anche se si pavoneggia davanti a Charlie, affermando di aver avuto un passato da vero criminale.
- Angelo
A capo di una famiglia mafiosa di New York invidiata addirittura dall'Esercito degli Stati Uniti per l'arsenale di armi che possiede, controlla varie attività commerciali di tutta la città. È affetto da una paralisi facciale che gli ha bloccato la bocca in un ghigno. Per questo, molte persone lo prendono in giro (in particolar modo Charlie) chiamandolo "Sorriso", oppure "Allegrone". Suo eterno rivale è Colosimo, un altro boss Italo-Americano che è a capo di un'altra famiglia criminale. Angelo commissionerà l'uccisione di due gangster della famiglia di Colosimo e l'uccisione del Senatore O'Riordan a Charlie e Sonny.
- Ispettore Mackintosh
È un poliziotto che da anni non esita ad entrare in affari sporchi per acciuffare i malviventi. Fa la sua comparsa successivamente alla morte del Senatore O'Riordan. MackIntosh accusa Charlie e Sonny di aver ucciso il Senatore e i due esattori di Colosimo, ma loro si difendono con un alibi di ferro. MackIntosh è costretto quindi a confessare di avere arrestato i due esattori, spargendo poi la notizia del loro assassinio per far scoppiare la guerra tra le due bande e "ripulire", in questo modo, la città[1].
- Giuda
È un informatore che lavora sia per la polizia che per la malavita. Il commissario Makintosh vorrebbe che lavorasse solo per la polizia, ma lui non vuole perché si definisce "un artista della soffiata" tanto da paragonarsi a Caruso. È talmente timido da avere problemi a parlare di persona, per questo le sue "soffiate" le fa solo per telefono. La sua tariffa per ogni spiata sono 30 dollari in monete, dice che è "una antica tradizione di famiglia". Frequenta il bar del Sinedrio e abita in via Monte degli Ulivi. Per colpa sua Angelo ordinerà a Sonny di uccidere gli uomini di Colosimo e a Charlie il senatore O'Riordan.

## Produzione
Durante il casting, la produzione americana, come dicono alcune fonti, sbagliò nell'inserire Terence Hill assieme a Bud Spencer, non creando un contratto unilaterale, mentre invece secondo altri Hill rifiutò perché impegnato nella realizzazione di altri film. Hill aveva lavorato da solo con E.B.Clucher l'anno precedente in ...e poi lo chiamarono il Magnifico, e così fu scelto Giuliano Gemma, famoso per la recitazione in film western e d'azione più che comici. Gemma tentò durante la realizzazione di imitare il più possibile il classico comportamento di Hill nei film con Spencer, ossia il personaggio dall'aria apparentemente dura e dalla battuta facile, atta solamente a far innervosire Bud Spencer per far scaturire l'effetto comico. Le riprese si sono svolte negli Stati Uniti d'America e negli studi di Cinecittà.

## Distribuzione
Fu distribuito il 22 marzo 1973, con grande disappunto di E.B.Clucher, il quale sosteneva che il film non avrebbe avuto lo stesso successo delle pellicole di Trinità, proprio per la mancanza di Terence Hill. Invece al botteghino fu un successo al pari dei film della coppia originale. La storia risultò gradevole e ben giocata sugli equivoci e le scene di cazzotti, tanto che Clucher girò il seguito Anche gli angeli tirano di destro, includendo del cast originale solo Gemma. Però il film non ebbe lo stesso successo.